# Karl Christian Frickhöffer
Karl Christian Frickhöffer (* 5. Mai 1791 in Mensfelden; † 6. Februar 1845 in Idstein) war ein deutscher Pädagoge, Autor und Konrektor des simultanen Lehrerseminars in Idstein.

## Leben

### Familie
Der Sohn des Landwirts Karl Frickhöffer aus Mensfelden heiratete 1820 Henriette Dorothea Pilgram aus Butzbach. Aus dieser Ehe gingen mehrere Kinder hervor, darunter der Arzt und Parlamentarier Karl Frickhöffer.

### Ausbildung und Beruf
Frickhöffer erhielt seine pädagogische Ausbildung von 1807 bis 1809 im simultanen Lehrerseminar in Idstein und unterrichtete anschließend an der Schule in Frücht. Aus Interesse an der Lehrmethode des Schweizer Schulreformers Johann Heinrich Pestalozzi ging er 1813 als Lehrer an die durch diesen auf Schloss Yverdon betriebene Schule. Im Jahr 1815 unterrichtete Frickhöffer an der von Heinrich Stammer und Johann Philipp Rossel in Koblenz gegründeten Schule, an der die Schüler nach Pestalozzis Grundsätzen unterrichtet wurden. Im Folgejahr bildete er sich an dem von Bernhard Gottlieb Denzel in Esslingen geleiteten Lehrerseminar fort und kehrte dann noch einmal für kurze Zeit zu dem von ihm bewunderten Pestalozzi nach Schloss Yverdon zurück. Schließlich suchte er noch die Erziehungsanstalten des bekannten Schweizer Pädagogen Philipp Emanuel von Fellenberg in Hofwil auf. Im Jahr 1817 wurde er durch Gottlieb Anton Gruner, der ebenfalls ein Schüler Pestalozzis war, als zweiter Lehrer an das simultane Lehrerseminar in Idstein gerufen. Im Jahr 1825 erhielt Frickhöffer den Titel eines Konrektors. Zum Ende des Jahres 1844 wurde er aus gesundheitlichen Gründen in den vorzeitigen Ruhestand versetzt.
Das von Frickhöffer verfasste Standardwerk Leitfaden bei dem Unterricht im Rechnen wurde bis in die 1950er Jahre im Unterricht verwendet. Um 1900 wurde die Frickhöfferstraße in Idstein nach ihm benannt.

## Schriften
- Leitfaden bei dem Unterricht im Rechnen. Verlag der Ritter’schen Buchhandlung, Wiesbaden 1837.
- Übungsbuch im mündlichen und schriftlichen Rechnen für Elementarschüler sowie für die Schüler in Abend- und Sonntagsschulen. Bearbeitet nach seinem Leitfaden bei dem Unterrichte im Rechnen. 4. Auflage. Verlag Limbarth, Wiesbaden 1861.